# تپه بیچند
تپه بیچند مربوط به دوره ساسانیان است و در شهرستان نهبندان، بخش مرکزی، روستای بیچند واقع شده و این اثر در تاریخ ۷ مرداد ۱۳۸۲ با شمارهٔ ثبت ۹۳۱۷ به‌عنوان یکی از آثار ملی ایران به ثبت رسیده است.